# Kaïnezuur
Kaïnezuur (Engels: kainic acid) is een neurotoxine dat van nature voorkomt in bepaalde zeewieren. Vanwege zijn overeenkomsten met glutaminezuur werkt kaïnezuur eveneens sterk stimulerend op zenuwcellen. Door de agonistische werking van de kaïnezuur op een bepaalde ionotrope glutamaat-receptor, wordt deze receptor ook wel met kaïnaatreceptor aangeduid.  Chemisch is de structuur van kaïnezuur ook verwant aan proline.

## Voorkomen
De stof werd voor het eerst in 1953 geïsoleerd uit een bij Japan voorkomend zeewier, Digenea simplex. De naam van dit zeewier, in het Japans kainin-sou (海人草) of ook makuri, werd daarom gebruikt voor de benaming van de stof: kaïnezuur. Later werd het kaïnezuur eveneens in een ander wier gevonden: Centrocerus clavulatum.

## Synthese
Synthetisch kaïnezuur werd voor het eerst in het laboratorium gemaakt uitgaande van L-glutamine.

## Toepassingen
Kaïnezuur is een zeer sterk stimulerend middel voor zenuwcellen. Het wordt gebruikt in het laboratorium om bepaalde types van receptoren van elkaar te onderscheiden of zenuwcellen uit te schakelen voor onderzoek naar de zenuwbanen. Tevens wordt de stof gebruikt in onderzoek naar de ziekte van Alzheimer en epilepsie.
In Japan werd zeewier met kaïnezuur gebruikt ter ontworming.